# Do What Thou Wilt
Albums de Ab-Soul
These Days...
(2014)
Singles
1. Braille (feat. Bas)
Sortie : 22 novembre 2016
2. D.R.U.G.S.
Sortie : 7 décembre 2016

Do What Thou Wilt est le quatrième album studio du rappeur américain Ab-Soul, sorti le 9 décembre 2016.
L'album s'est classé 34e au Billboard 200 et 9e au Top R&B/Hip-Hop Albums et 6e au Top Rap Albums.

## Liste des titres
| No  | Titre                                                        | Auteur                                                     | Producteur(s)               | Durée |
| --- | ------------------------------------------------------------ | ---------------------------------------------------------- | --------------------------- | ----- |
| 1.  | RAW (Backwards) (featuring Zacari)                           | H. Stevens IV                                              | Juice of All Trades         | 4:45  |
| 2.  | Braille (feat. Bas)                                          | H. Stevens IV, A. Hammad, E. Oshunrinde                    | WondaGurl                   | 4:12  |
| 3.  | Huey Knew THEN (featuring Da$H)                              | H. Stevens IV, D. Dash, W. Brown                           | Willie B                    | 4:30  |
| 4.  | Threatening Nature                                           | H. Stevens IV                                              | PakkMusicGroup              | 3:24  |
| 5.  | Womanogamy                                                   | H. Stevens IV, M. Williams II                              | Mike Will Made It, DJ FU    | 3:56  |
| 6.  | INvocation (featuring Kokane)                                | H. Stevens IV, J. Long, Jr., C. Smith III                  | Rahki                       | 5:07  |
| 7.  | Wifey vs. WiFi / / / P.M.S. (featuring BR3)                  | H. Stevens IV, D. Hutchins                                 | Skhye Hutch                 | 4:21  |
| 8.  | Beat the Case / / / Straight Crooked (featuring ScHoolboy Q) | H. Stevens IV, Q. Hanley, D. Hutchins, D. Perkins          | Skhye Hutch, Tae Beast      | 5:21  |
| 9.  | Portishead in the Morning / / / HER World                    | H. Stevens IV, T. Donaldson                                | PakkMusicGroup, Antydote    | 4:27  |
| 10. | God's a Girl?                                                | H. Stevens IV                                              | PakkMusicGroup              | 3:14  |
| 11. | Now You Know                                                 | H. Stevens IV                                              | A$AP P on the Boards        | 4:03  |
| 12. | D.R.U.G.S.                                                   | H. Stevens IV, F. Tran                                     | FrancisGotHeat              | 5:56  |
| 13. | Evil Genius (featuring Teedra Moses & JaVonté)               | H. Stevens IV, T. Moses, F. Tran, F. Halldin               | FrancisGotHeat, Tommy Black | 5:48  |
| 14. | Lonely Soul / / / The Law (Prelude) (featuring Punch & SZA)  | H. Stevens IV, T. Henderson, S. Rowe, M. Spears, S. Bruner | Sounwave                    | 6:34  |
| 15. | The Law (featuring Mac Miller & Rapsody)                     | H. Stevens IV, M. McCormick, M. Evans                      | Bentley Haze                | 5:29  |
| 16. | YMF                                                          | H. Stevens IV                                              | Bentley Haze                | 5:50  |